# Gotthard Handrick
Karl Hermann Gotthard Handrick, né le 25 octobre 1908 à Zittau et mort le 30 mai 1978 à Ahrensburg, est un sportif et pilote de chasse allemand.
Il a remporté la médaille d'or dans l'épreuve du pentathlon moderne aux Jeux olympiques d'été de 1936 devant notamment l'américain Charles Leonard.
Il est crédité de 5 victoires aériennes pendant la guerre d'Espagne, et de 10 pendant la Seconde Guerre mondiale.